# 室内自転車競技
室内自転車競技（しつないじてんしゃきょうぎ、英語:indoor cycling, フランス語:cyclisme en salle, ドイツ語:Hallenradsport）は、サイクルフィギュア、サイクルサッカー、サイクルポロなどの芸術系、球技系自転車競技を指す。必ずしも屋内で行われる自転車競技の総称ではない。ドイツを中心にスイス、オーストリア、チェコ、スロバキア、ベルギーなど主に中央ヨーロッパでさかんなスポーツである。
非公式なものであるが、室内自転車競技における最初の世界選手権とされるのは1888年、ドイツ系アメリカ人の自転車曲乗師、ニコラス・エドワード＝カウフマン（Nicholas Edward-Kaufmann）がアメリカで開催したサイクルフィギュアの競技会である。1893年、エドワード＝カウフマンは観衆の前でサイクルサッカーの試合を行った。
国際自転車競技連合が主催する世界室内自転車競技選手権は、サイクルサッカーが1930年より、サイクルフィギュアは男子が1956年、女子が1970年より行われている。これらの2種目は日本でも日本室内自転車競技連盟が全日本室内自転車競技選手権を開催、競技が行われている。アジア室内競技大会の競技種目ともなっている。